# Museo de Lesya Ukrainka (Yalta)
El Museo de Lesya Ukrainka (en ruso: Мемориальный музей Леси Украинки; en ucraniano: Музей Лесі Українки) es un museo conmemorativo dedicado a la escritora Lesya Ukrainka situado en Yalta, Crimea.
El museo está ubicado en la casa de campo Lishchinski, en la calle Katerininska número 8 de Yalta.  

## Historia
El edificio fue construido por el arquitecto Platon Terebenyev en 1884-1885. A Lesya Ukrainka le gustó el alojamiento económico y convenientemente ubicado cerca del mar, y allí pasó dos de sus 42 años.  
Lesya Ukrainka colocó un anuncio en un periódico local con el siguiente contenido: "Chtytsa, que habla 6 idiomas, busca trabajo en la ciudad". Después de eso, realmente encontró a dos estudiantes que acudieron a ella para recibir lecciones en la dacha de Lischinski. La poeta tuvo una relación especialmente cálida con la familia de su alumno Leoni Razumov. También se sabe que se encargó de reponer la sala de lectura de la ciudad con libros ucranianos, por ejemplo, le pidió a su madre que enviara a Kobzar de Tarás Shevchenko a la bibliotecaria de Stajánov, "porque la gente pide mucho". 
El grupo de iniciativa para crear un museo de Lesya Ukrainka en Yalta surgió a principios de los años 1970, en vísperas del centenario de la poetisa. Incluía a fanáticos de la obra del poeta de Kiev, encabezados por Yevhén Proniuk, e intelectuales, historiadores y artistas locales de Yalta. El trabajo en el museo se detuvo y, a finales de la década de 1980, se inauguró una sección del museo de Costumbres Locales de Yalta con la exposición "Museo de la cultura rusa y ucraniana progresista prerrevolucionaria". 
En 1991, se inauguró en el museo la exposición "Lesya Ukrainka y Crimea" y en 1993 se restauró el museo a Lesya Ukrainka. 
El 21 de octubre de 2010, la Rada Suprema de Ucrania recomendó al gobierno que tomara medidas para garantizar la reparación del museo Lesya Ukrainka en Yalta antes del 1 de febrero de 2011. Después de la anexión de Crimea por Rusia en 2014, el segundo piso del edificio, donde se encontraba el museo, estuvo cerrado por reparaciones. Cuando se abrió, se convirtió en una sección del Museo Histórico y Literario de Yalta en la que se cuenta la vida literaria, musical, artística y filistea de Yalta en el siglo XIX. Se centra en Lesya Ukrainka, pero también en artistas como León Tolstói o Fiódor Shaliapin.

## Colecciones
El vestíbulo del museo está dedicado al contexto histórico y cultural. Después siguen tres salas de diferentes estilos: una sala de estar social, típica de la localidad turística de Yalta del siglo XIX; Revista ucraniana, en la que, además de las obras de Lesya Ukrainka, se hablaba de otros escritores ucranianos del siglo XIX y principios del XX, cuyo destino estaba de alguna manera relacionado con Crimea; y la sala "antigua", que recrea el espíritu de la antigua Táurica, que Lesya Ukrainka sintió tan vívidamente y entrelazó en sus textos, en los que trabajó en Crimea. 